# Camil Ressu
Camil Ressu (n. 28 ianuarie 1880, Galați, România – d. 1 aprilie 1962, București, România) a fost un pictor român, care, prin întreaga sa activitate artistică, pedagogică și socială, a fost una din personalitățile marcante ale artei românești. Camil Ressu a fost membru titular al Academiei Române.

## Biografie

### Familie
Camil Ressu se trage dintr-o familie de aromâni (macedoromâni) din regiunea Epirului, stabilită în România pe la începutul secolului al XIX-lea. Tatăl său, Constantin Ressu, jurist de profesie, cu studii de drept la Bruxelles, făcea pictură în clipele libere. În 1887, Camil Ressu este înscris la Școala Națională de Arte Frumoase din București, avându-l ca profesor pe G. D. Mirea; își continuă studiile la Iași cu pictorul Gheorghe Popovici. În 1902 termină studiile la Școala de Belle-Arte din Iași, obținând medalia de argint și pleacă în același an să se perfecționeze în străinătate. Se oprește două luni la München vizitând muzeele din localitate, după care pleacă la Paris și se înscrie la Academia Julian, în atelierul lui Jean Paul Laurens, unde îi are colegi pe Jean Al. Steriade, Nicolae Dărăscu și Ion Theodorescu-Sion.
În 1908 revine în țară și, preocupat de problemele sociale, colaborează cu desene satirice la publicațiile Furnica, Facla și Adevărul. În același an se înscrie în Partidul Social-Democrat din România. Participă pentru prima dată în 1910 la expoziția "Tinerimii Artistice" cu peisaje și compoziții pe teme rustice. În 1912 expune la Salonul Oficial tabloul Înmormântare la țară, iar în anul următor, la "Tinerimea Artistică", portretul de grup Terasa Oteteleșeanu, cu "șapte figuri ale boemei literare, muzicale și pictoricești". În 1914 deschide prima expoziție personală la București.

### Arta Română, profesorat
În 1917, împreună cu pictorii Nicolae Dărăscu, Ștefan Dimitrescu, Iosif Iser, Marius Bunescu și cu sculptorii Dimitrie Paciurea, Cornel Medrea, Ion Jalea și Oscar Han înființează asociația „Arta Română,” la Iași. Vara se retrage la țară și pictează țărani la munca câmpului, vederi din sate, grupuri de muncitori dar și naturi moarte, nuduri, portrete ale diverselor personalități ale timpului și autoportrete. Participă activ la înființarea Sindicatului Artiștilor plastici din România în 1921, fiind ales președinte, funcție din care demisionează după doi ani. În urma unei șederi mai lungi în satul Ilovăț din județul interbelic Mehedinți, realizează compoziția Cosași odihnindu-se, una dintre lucrările sale cele mai reprezentative, în care Camil Ressu își dezvăluie vigoarea sa plastică.
Camil Ressu a fost profesor și rector al Academiei de Belle-Arte din București până în anul 1941, între elevii săi numărându-se Abodi Nagy Béla și Virgil Moise. Din 1950 a fost președinte de onoare al Uniunii Artiștilor Plastici, reluându-și și activitatea de profesor la Institutul de Arte Plastice „Nicolae Grigorescu”. În 1955 i se acordă titlul de Artist al Poporului iar un an mai târziu este numit membru al Academiei Române.
Cu o formație solidă, în care predominau studiile după corpul uman, după peisaj și după obiectele din imediata apropiere, Camil Ressu a reușit ca, prin combinarea capacităților formative ale desenului și culorii, să realizeze o creație care păstrează valorile tradiției, în condițiile unui efort de înnoire a limbajului plastic.
O serie de personalități culturale au avut ocazia să asiste la prelegerile profesorului universitar Camil Ressu, printre care Geta Brătescu și Virgil Preda.

## Distincții
- titlul de Artist Emerit al Republicii Populare Române (28 aprilie 1951)[5]
- Medalia „A cincea aniversare a Republicii Populare Române” (24 decembrie 1952) „pentru lupta și munca duse în vederea făuririi, consolidării și prosperării Republicii Populare Române”[6]
- Ordinul Muncii clasa I (9 iunie 1954) „pentru merite deosebite în domeniul artelor plastice”[7]
- titlul de Artist al Poporului din Republica Populară Romînă (26 august 1954) „pentru merite excepționale în domeniul dezvoltării artei”[8]